# Congreso Nacional Africano de Zambia
El Congreso Nacional Africano de Zambia (en inglés: Zambian African National Congress), abreviado como ZANC y previamente conocido como Congreso Nacional Africano de Rodesia del Norte (Northern Rodhesia African National Congress) fue un partido político nacionalista que existió en Zambia (entonces la colonia británica de Rodesia del Norte) desde 1948 hasta 1973. Fue el primer partido político representativo de la población africana nativa de Zambia y fue un actor importante en la lucha por la independencia de la colonia. Tuvo vínculos con el Congreso Nacional Africano de Sudáfrica y recibió apoyos del Partido Laborista británico.
Su primer presidente fue Godwin Lewanika, de la aristocracia de la región de Barotselandia, en el sur del país, lo que llevó a que el partido se identificara mayormente con esta región. Fu liderado sucesivamente por Harry Nkumbula (1950-1953) y Kenneth Kaunda (1953-1959). En 1959, un conflicto en torno a postular o no candidatos en las elecciones restringidas celebradas por el régimen colonial llevó a que la facción más radical e izquierdista del partido se separara, estableciendo lo que posteriormente se convertiría en el Partido Unido de la Independencia Nacional (UNIP), bajo el liderazgo de Kaunda. Nkumbula continuó liderando el partido hasta su disolución. El partido resultó duramente derrotado en las primeras elecciones bajo sufragio universal celebradas en el país, permitiendo al UNIP monopolizar el poder político en las regiones norte y noroeste del país, y de este modo encabezar el primer gobierno tras la independencia de la República de Zambia en 1964.
Después de la independencia, el ZANC bajo el liderazgo de Nkumbula mantuvo su poderío en la región sur del país y se convirtió en el principal partido de la oposición nacional al gobierno de Kaunda durante los primeros nueve años de existencia del nuevo estado. En 1973, cuando el país se convirtió en un estado de partido único, el partido fue finalmente disuelto y prohibido. Muchos de sus miembros se integraron al UNIP.

## Resultados electorales

### Elecciones presidenciales
| Año  | Candidato      | Votos   | %                | Resultado |
| ---- | -------------- | ------- | ---------------- | --------- |
| 1968 | Harry Nkumbula | 240.017 | \| \| 18.18 % \| | No electo |
|      | 18.18 %        |         |                  |           |

### Elecciones parlamentarias
|  | 29.88 % |

|  | 25.40 % |